# Irazú
L'Irazú (3.432 m s.l.m.) è il più alto vulcano della Costa Rica, ed è anche uno dei più attivi. Fa parte dell'Arco vulcanico dell'America centrale.

## Geografia
Sorge subito ad est della capitale San José. Il grande vulcano si estende su una superficie di ben 500 km². Sul versante meridionale si trovano almeno 10 coni; in uno di essi si trova un lago craterico verde di profondità variabile. Dopo la sua ultima eruzione non sono state identificate altre colate di lava; tutte le eruzioni identificate sono state di tipo esplosivo. Dopo le prime eruzioni da un preciso cratere l'attività si è spostata verso ovest; il cratere che è stato storicamente attivo adesso contiene un piccolo lago che ogni poco tempo cambia di colore. Anche se si crede che delle eruzioni potrebbero essersi verificate nel periodo della conquista spagnola, la prima ben documentata si è verificata nel 1723; da allora in poi se ne sono verificate molte altre. Le ceneri dell'ultima grande eruzione dell'Irazú (1963-1965) hanno causato molti problemi a San José e nelle zone circostanti.